# Дюгакоски
Дюгако́ски (Дюганкоски) — порог-каньон с двумя водоспадами. Расположен на реке Колласйоки, протекающей в Суоярвском и Пряжинском районах Республики Карелия (Россия).

## Общие сведения
Весной в паводок представляет собой серьёзнейшее препятствие для прохождения туристами. Длина порога от начала и до конца — 1200 метров; общий перепад порога целиком — 25 метров, ширина в самом узком месте — 2 метра. Высота первого водопада — 2,5 метра, второго — 3 метра. Максимальная высота стенок каньона — 15 метров.

## Галерея

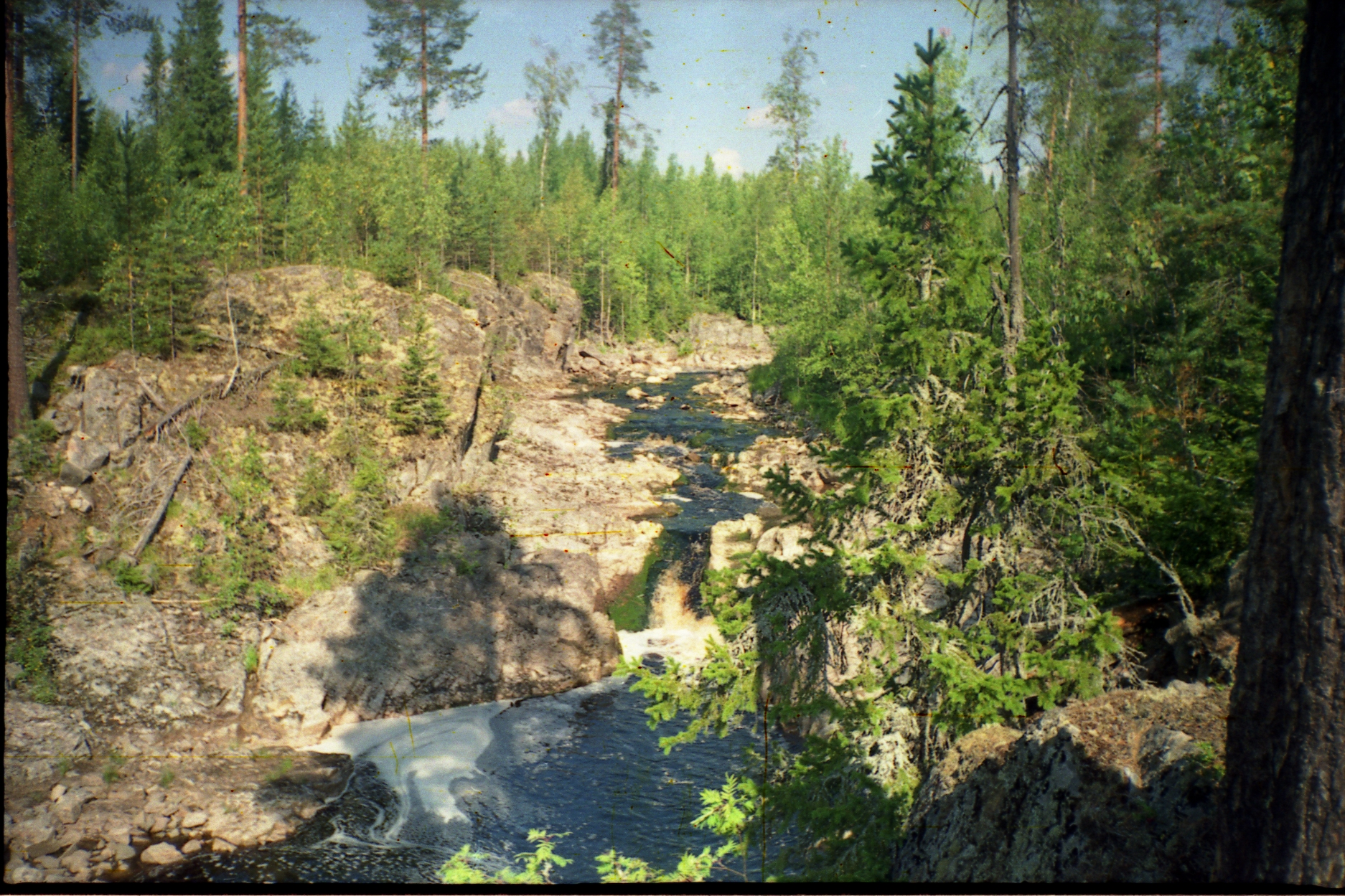
Второй водопад в малую воду
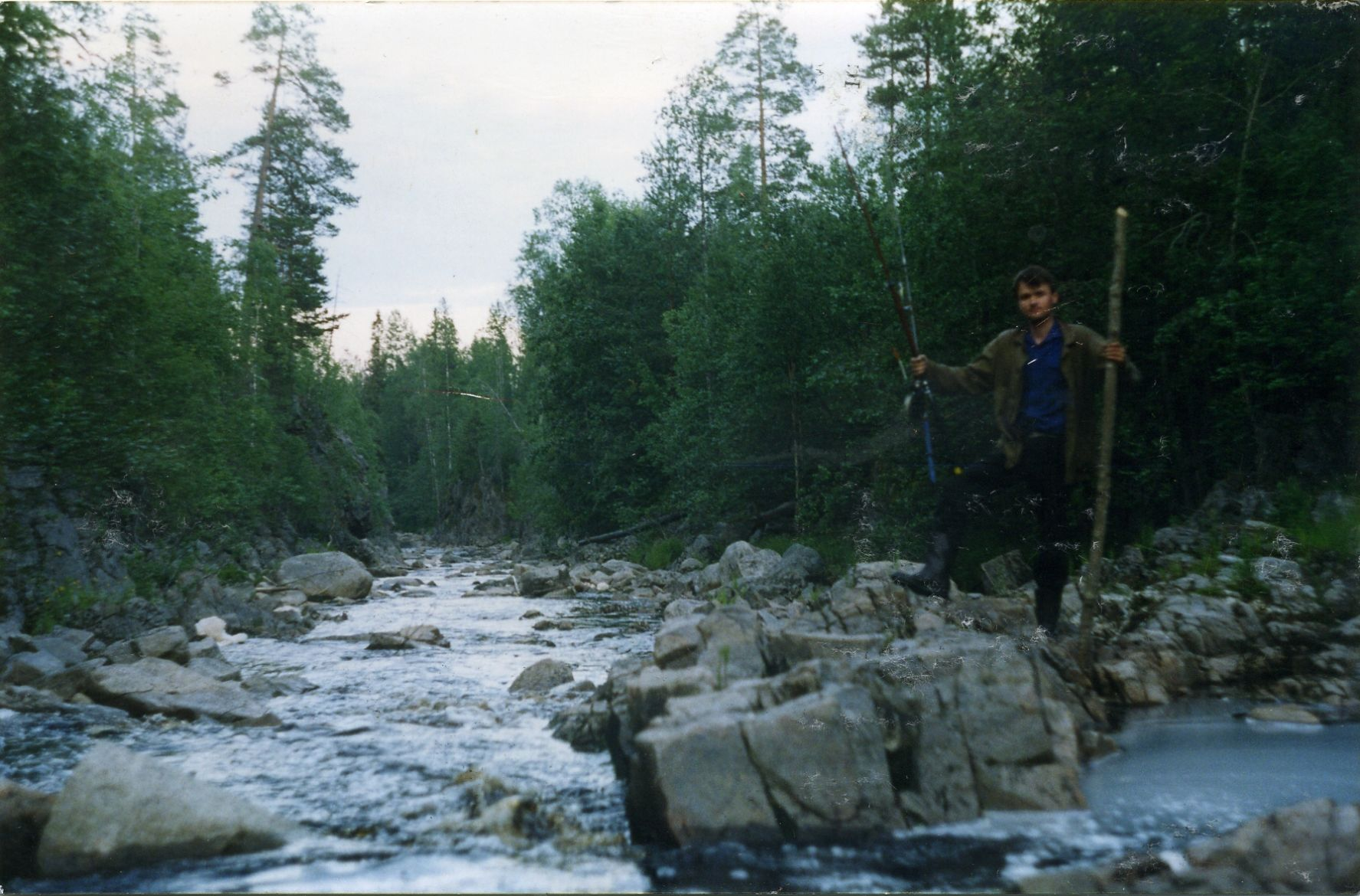
Каньон ниже водопадов в очень малую воду
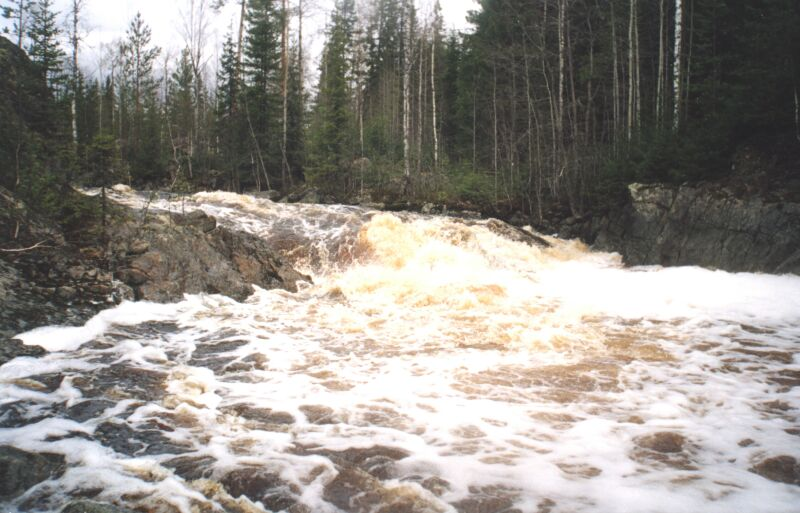
Высокая вода